# Фиолетовый амазон
Фиолетовый амазон (лат. Amazona violacea) — вымершая птица из семейства попугаевых. Описан исключительно на основе литературных данных (а не коллекционных экземпляров), поэтому точный систематический статус этого попугая не ясен. Возможно он был подвидом императорского амазона (Amazona imperialis). Вымер в результате неконтролируемой охоты. Последние находки этого попугая относятся ко второй половине XVIII века, предположительно тогда же он полностью исчез.

## Внешний вид
Данных о внешнем виде этого попугая нет. Вероятно напоминал императорского амазона, но был гораздо крупнее.

## Распространение
Был эндемиком острова Гваделупа (Малые Антильские острова, Карибское море).

## Образ жизни
Об образе жизни этих амазонов ничего не известно, скорее всего он обитал в лесах острова.